# 久昌寺 (江南市)

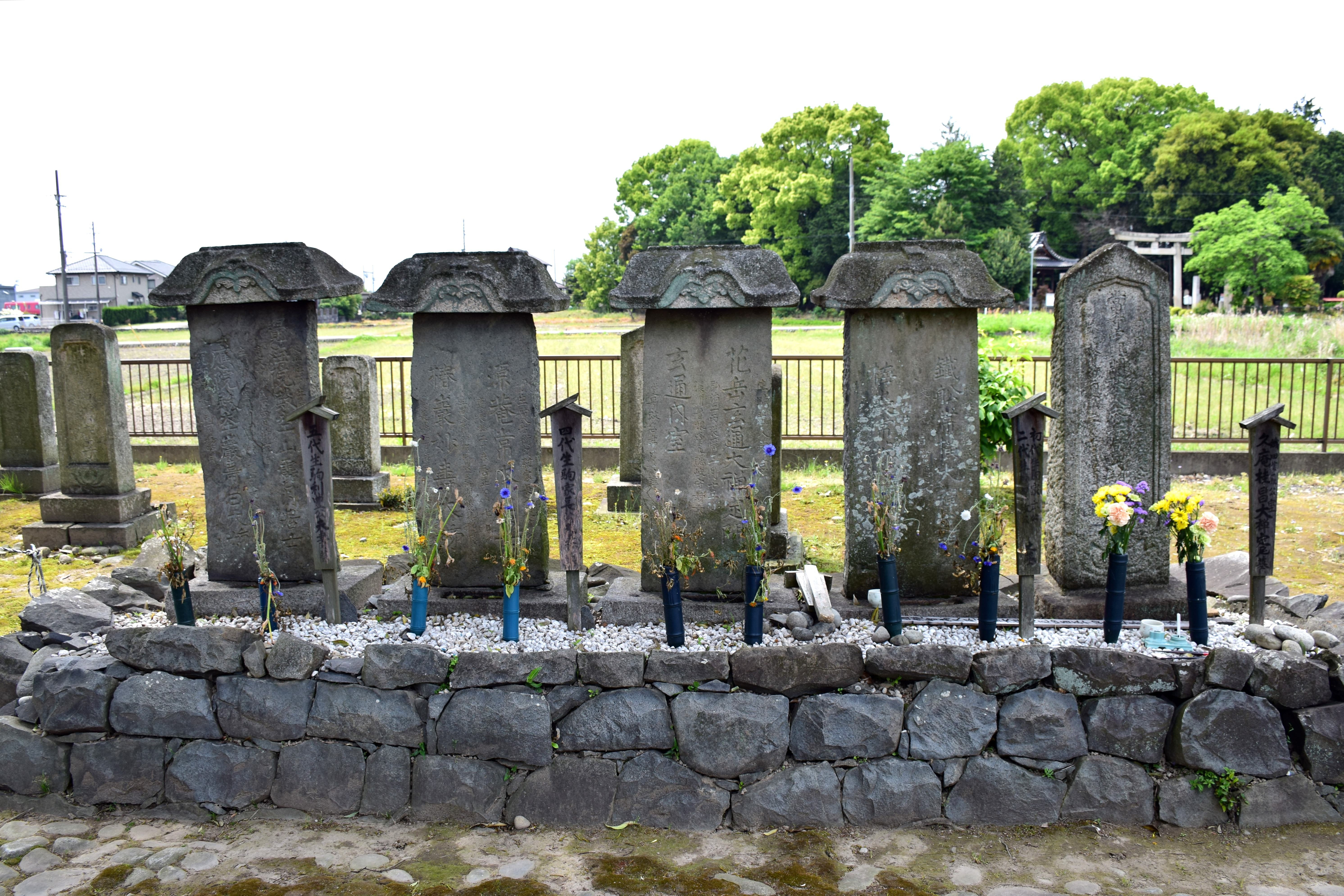
久昌寺墓地（最右邊為吉乃之墓）

久昌寺（日語：きゅうしょうじ）是位於日本愛知縣江南市田代町的佛寺，是生駒氏的菩提寺。2021年廢寺，市政府購入後改爲公園。

## 由來
至德元年（1384年），地方豪族林朝忠創建禪喜寺，嘉慶元年（1387年）寺號改稱為龍德寺，屬於曹洞宗門下佛寺。另外有指其開基實際年代已不可考，生駒氏從大和國遷來後，據說在文明明應（1469-1501）期間，生駒家廣在祖先墓地附近興建了佛寺。織田信長的側室生駒吉乃在永祿9年（1566年）病逝時，因為葬在此寺，其法名為「久庵桂昌大禪定尼」，而將寺號改為久昌寺，信長因而供奉香華料與660石俸祿，這時是由伊勢來的關山末派僧侶暫駐此寺，到天正年中，關山末派沒落，生駒家宗之子家長，招募中島郡清洲城下含笑寺的海巖和尚前來久昌寺，久昌寺再度恢復為曹洞宗一派。在本堂西邊是生駒氏家族的墓地。
最後留存的本堂建築是大正年間1925年所落成，庫裏是江戶時期的建築。因周圍寺廟林立，戰後亦無法增加信徒使得難以維持經營，加上建築本身無法耐震，故寺廟方決議解散寺廟並毀棄建築。市政府購入土地，2023年起改建爲久昌寺公園。作爲市文化財的生駒氏墓地和生駒吉乃的墓地則獲得保留，另立小祠堂供奉牌位。2022年5月，在拆解建築前，因發現疑似天正年間的古老建材而暫停作業。但終因維護費用的顧慮，維持拆毀決議，僅把所發現古物另地保存。

## 文化資產
江南市指定文化財
- 生駒家石造群（2013年起）[8]

## 註腳
1. ↑  僧侶的居住區。

## 外部連結
江南市觀光協會 久昌寺 （页面存档备份，存于）